# Walentina Michailowna Litujewa
Walentina Michailowna Litujewa (russisch Валентина Михайловна Литуева, gebürtig Walentina Bogdanowa; * 28. Februar 1930 in Leningrad; † 4. April 2008) war eine sowjetische Leichtathletin. Bei einer Körpergröße von 1,63 m betrug ihr Wettkampfgewicht 59 kg.
Unter ihrem Geburtsnamen Bogdanowa gewann sie bei den Europameisterschaften 1950 in Brüssel mit 5,82 Meter Gold im Weitsprung. Sie hatte 19 Zentimeter Vorsprung auf die Zweitplatzierte Wilhelmina Lust aus den Niederlanden.
Nach ihrer Heirat trat Walentina Litujewa bei den Olympischen Spielen 1952 in Helsinki an. Mit 5,65 Meter belegte sie Platz 11. 1952 gewann sie mit 5,98 Meter auch ihren einzigen Titel einer Sowjetischen Meisterin.
Bei den Europameisterschaften 1958 in Stockholm gewann sie mit 6,00 Meter noch einmal Silber. Mit 6,14 Meter siegte Liesel Jakobi aus der Bundesrepublik Deutschland. Mit 6,10 Meter stellte Litujewa zwei Wochen nach der Europameisterschaft in Moskau ihre persönliche Bestleistung auf.